# Phytomyza chaerophylliana
Phytomyza chaerophylliana är en tvåvingeart som beskrevs av Erich Martin Hering 1931. Phytomyza chaerophylliana ingår i släktet Phytomyza och familjen minerarflugor.
Artens utbredningsområde är Polen. Inga underarter finns listade i Catalogue of Life.